# Alexander Pfister

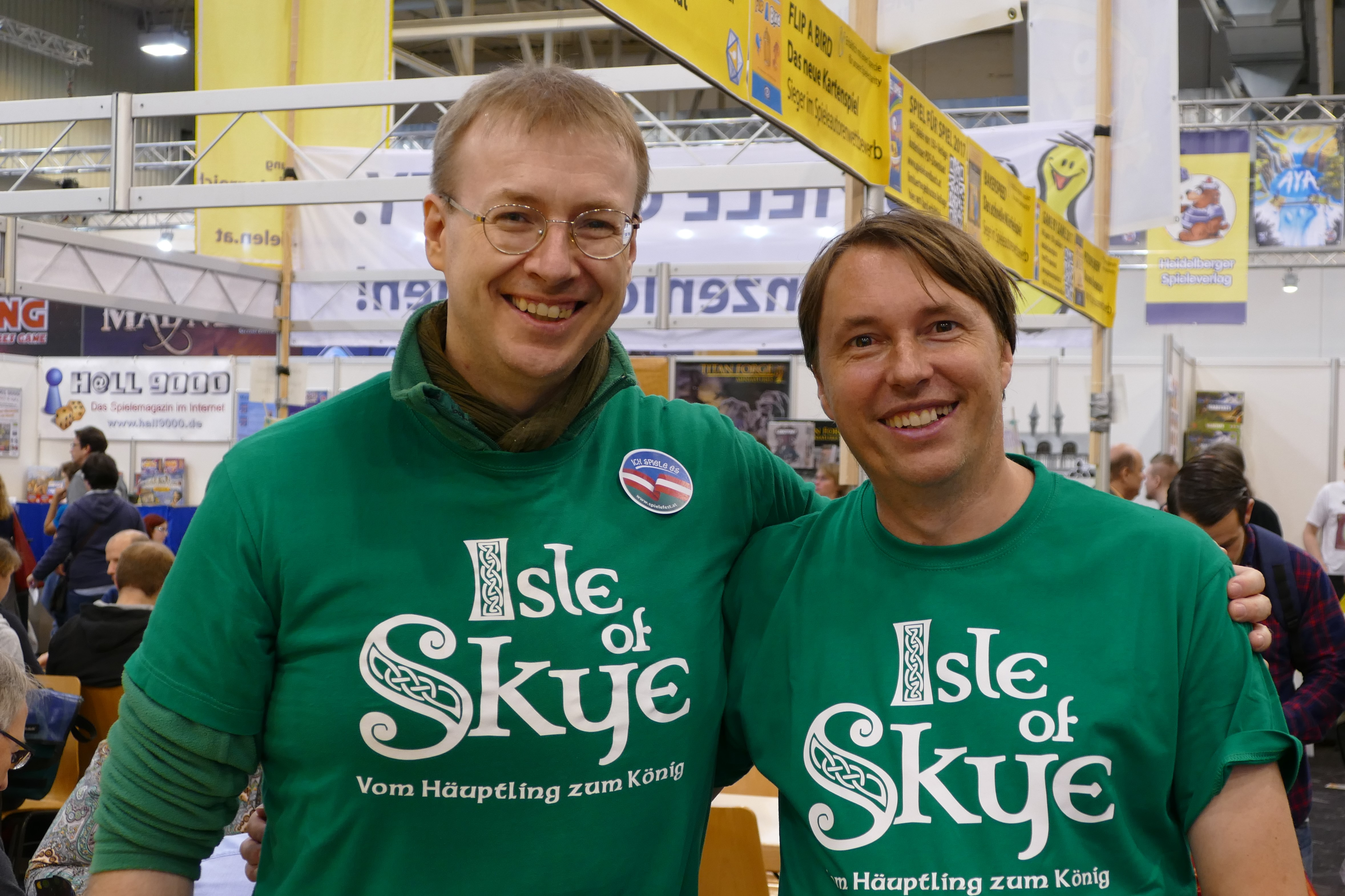
Alexander Pfister (rechts) und Andreas Pelikan auf den Internationalen Spieltagen SPIEL 2016 in Essen.

Alexander Pfister (geboren am 18. Oktober 1971 in Bludenz, Österreich) ist ein österreichischer Spieleautor.

## Biografie
Alexander Pfister wuchs in Vorarlberg auf und begann bereits als Kind, eigene Spiele zu entwickeln. Er studierte Wirtschaft und arbeitet selbstständig im Finanzbereich. Über die Wiener Spieleagentur White Castle kam er in Kontakt mit Spieleverlagen. Seine erste Veröffentlichung war 2008 das Spiel Freibeuter der Karibik beim Verlag Public Solution, in der Folge kamen weitere Spiele hinzu. 2014 wurde sein Spiel Port Royal zum À-la-carte-Kartenspielpreis nominiert und errang den 4. Platz. 2015 gewann das gemeinsam mit Andreas Pelikan entwickelte Spiel Broom Service den Spielepreis Kennerspiel des Jahres der Jury des Spiel des Jahres. Im Folgejahr 2016 konnte das Spieleduo diesen Preis mit Isle of Skye: Vom Häuptling zum König erneut erreichen, zudem wurde das Spiel Mombasa mit dem Deutschen Spielepreis ausgezeichnet.
Der Spieleautor lebt und arbeitet in Wien.

## Ludographie (Auswahl)
- 2008: Freibeuter der Karibik (Public Solution)
- 2010: Die Minen von Zavandor (Lookout Games)
- 2012: Meins! (mit Andreas Pelikan; Amigo)
- 2013: Händler der Karibik (Österreichisches Spiele Museum e. V.)
- 2014: Port Royal (Pegasus Spiele)
- 2015: Broom Service (mit Andreas Pelikan; Ravensburger/Alea)
- 2015: Isle of Skye: Vom Häuptling zum König (mit Andreas Pelikan; Lookout Games)
- 2015: Mombasa (Pegasus Spiele / eggertspiele)
- 2015: Oh my Goods! (Lookout Games), zuerst erschienen als Royal Goods für die Charity-Aktion „Grenzenlos Spielen“ (Spiele Museum)[1]
- 2016: Broom Service: Das Kartenspiel (mit Andreas Pelikan; Ravensburger/Alea)
- 2016: Great Western Trail (Eggertspiele/Pegasus Spiele)
- 2017: Gier (Amigo)
- 2017: Isle of Skye: Wanderer [Erweiterung] (mit Andreas Pelikan; Lookout Games)
- 2017: Tybor, Der Baumeister (mit Dennis Rappel; Spiele Museum/Lookout Games)
- 2018: Isle of Skye: Druiden [Erweiterung] (mit Andreas Pelikan; Lookout Games)
- 2018: Great Western Trail: Rails To The North [Erweiterung] (Eggertspiele/Pegasus Spiele)
- 2018: Blackout – Hong Kong (Eggertspiele/Pegasus Spiele)
- 2019: Aufbruch nach Newdale (Lookout Games)
- 2019: Würfel-WG (Kosmos)
- 2019: Maracaibo (dlp Games)
- 2020: CloudAge (dlp Games)
- 2020: Monster Expedition (Amigo)
- 2021: Boonlake (dlp Games)
- 2022: Skymines (mit Viktor Kobilke; Deep Print Games/Pegasus Spiele)
- 2022: Great Western Trail: Argentina (Eggertspiele)
- 2023: Great Western Trail: Neuseeland (Eggertspiele)
- 2023: Port Royal – das Würfelspiel

## Auszeichnungen
- Deutscher Spiele Preis
  - Mombasa: Gewinner 2016
  - Great Western Trail: Zweitplatzierter 2017[3]
- Kennerspiel des Jahres
  - Broom Service: Gewinner 2015
  - Isle of Skye: Vom Häuptling zum König: Gewinner 2016
  - Great Western Trail: Empfehlungsliste 2017
- Österreichischer Spielepreis
  - Broom Service: simply the best mit Freunden 2016
  - Isle of Skye: Vom Häuptling zum König: simply the best mit Freunden 2016
  - Mombasa: simply the best für Experten 2016
  - Great Western Trail: Spiele Hit für Experten 2017
  - Aufbruch nach Newdale: Spiele Hit für Experten 2020
- À-la-carte-Kartenspielpreis
  - Port Royal: 4. Platz 2014
  - Oh my Goods!: 4. Platz 2016

## Belege
1. 1 2  Interview mit Alexander Pfister auf brettspielbox.de, 17. Oktober 2015; abgerufen am 25. Dezember 2016.
2. 1 2 3  Interview mit Alexander Pfister auf boardgamejunkies.de, 9. Dezember 2015; abgerufen am 25. Dezember 2016.
3. ↑  Preisträger 2016 (Memento vom 5. August 2017 im Internet Archive), spiel-essen.com, abgerufen am 8. Oktober 2017.